# Užgavėnės

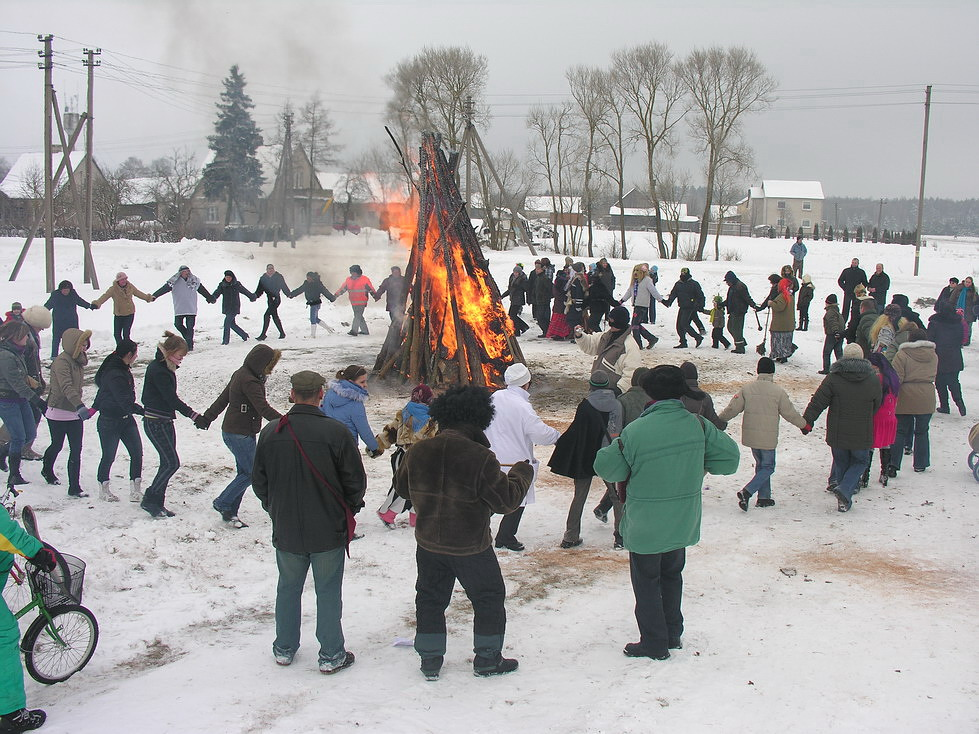
Užgavėnės

Užgavėnės és en lituà una festa que té lloc durant la setena setmana abans de Pasqua (dimecres de cendra). El seu nom en anglès significa «el temps abans de la Quaresma». La celebració es correspon amb les tradicions catòliques romanes en altres parts del món, com ara el Dimarts de Carnaval o el Carnestoltes.
La festa de Užgavėnės comença la nit anterior a dimecres de cendra, quan una efígie representant l'hivern (normalment nomenat Morė) es crema. És l'element més important de les festes, simbolitza la derrota de l'hivern a l'hemisferi nord, és una batalla entre Lašininis («rodanxó») personificant l'hivern i Kanapinis («home de cànem») que personifica la primavera. Dimonis, bruixes, cabres, personificacions de la mort, i d'altres personatges aterridors apareixen a disfresses durant les celebracions. Els participants i els emmascarats ballen i mengen el plat tradicional de la festa, blinis amb gran varietat d'ingredients, coques rodones amb el símbol del sol que arriba. A Vílnius, la capital de Lituània, la celebració té lloc a l'avinguda Gediminas, així com en moltes organitzacions de joves. La festa que se celebra al parc Rumšiškės és de les més importants.

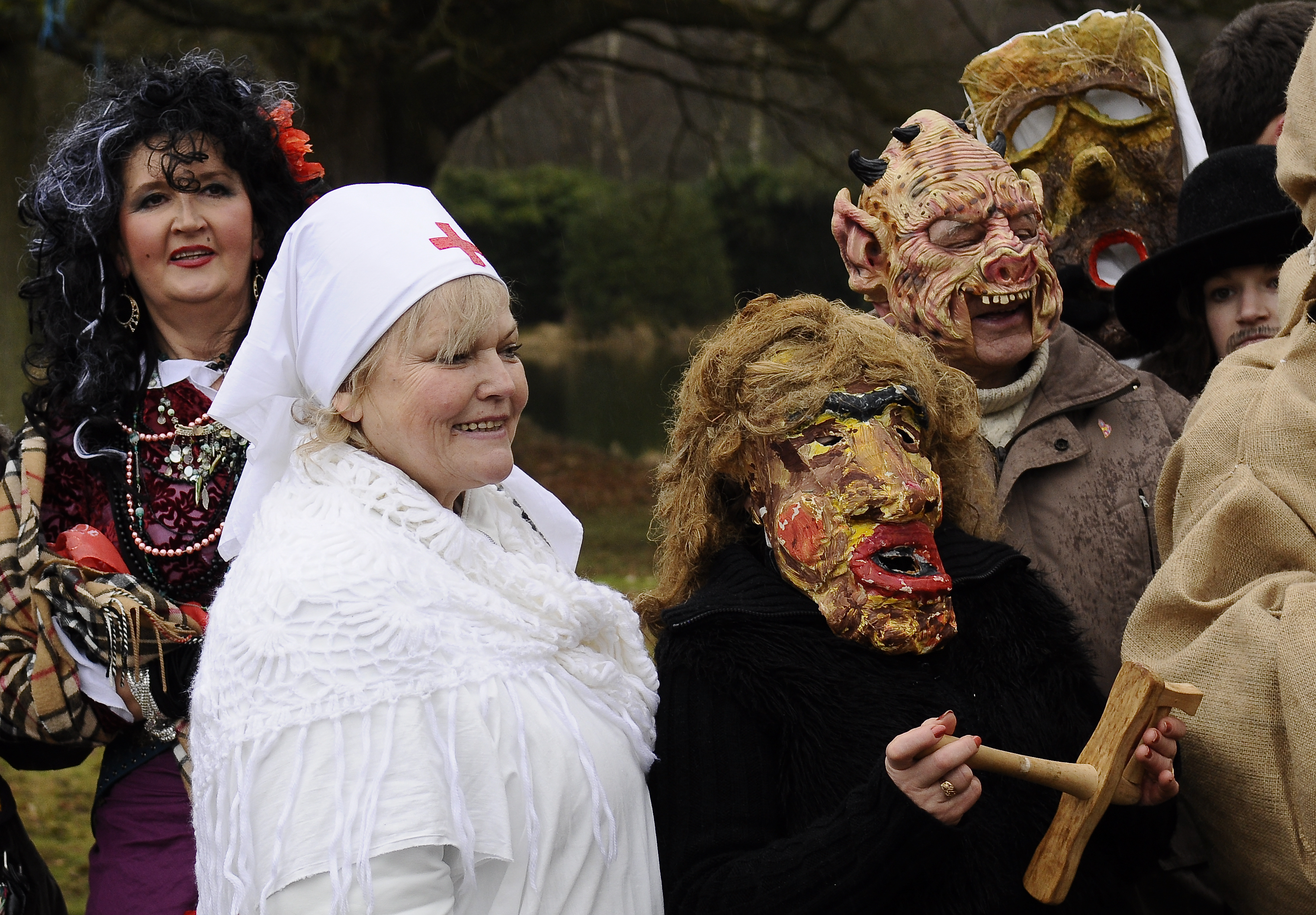
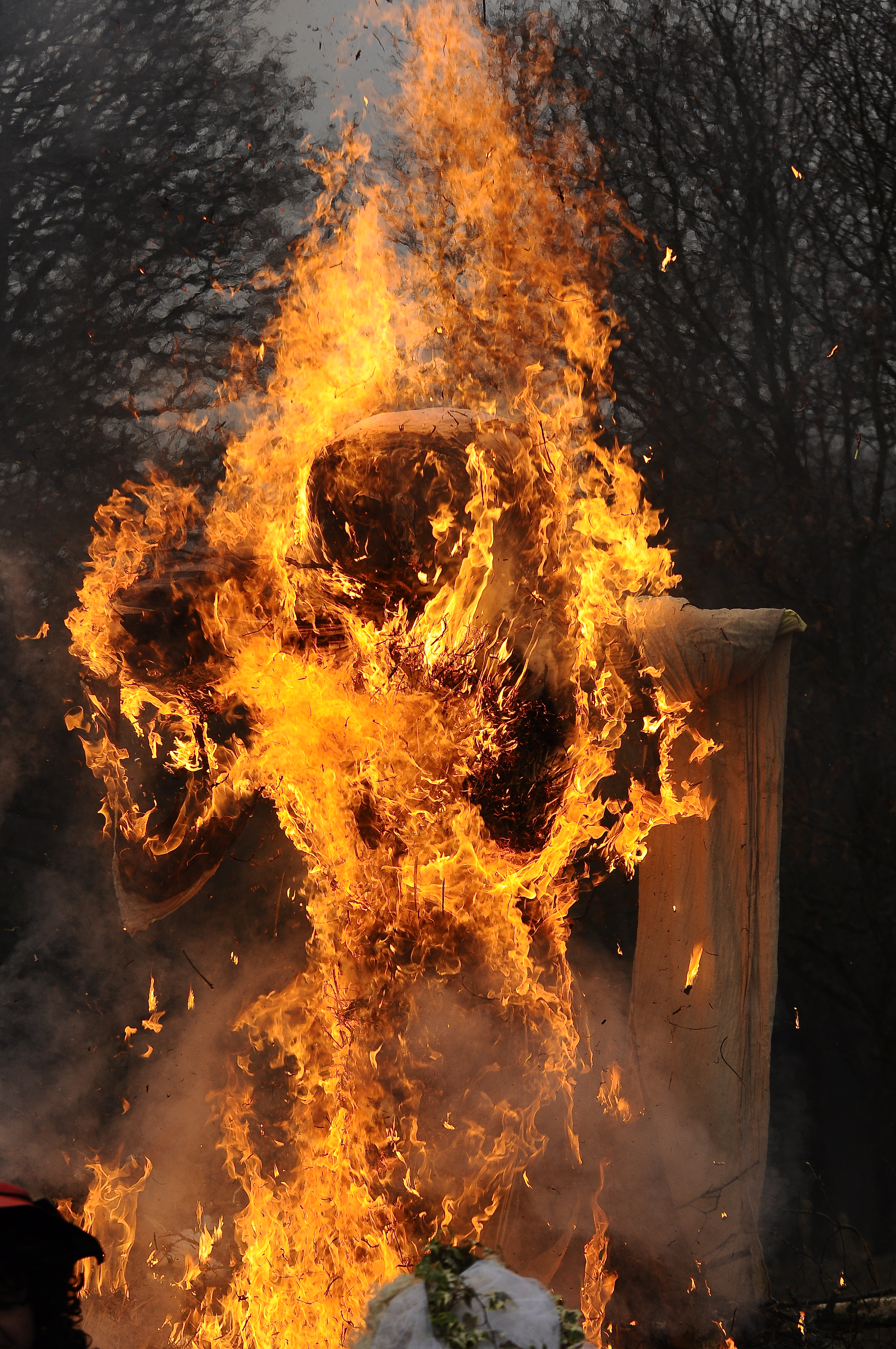
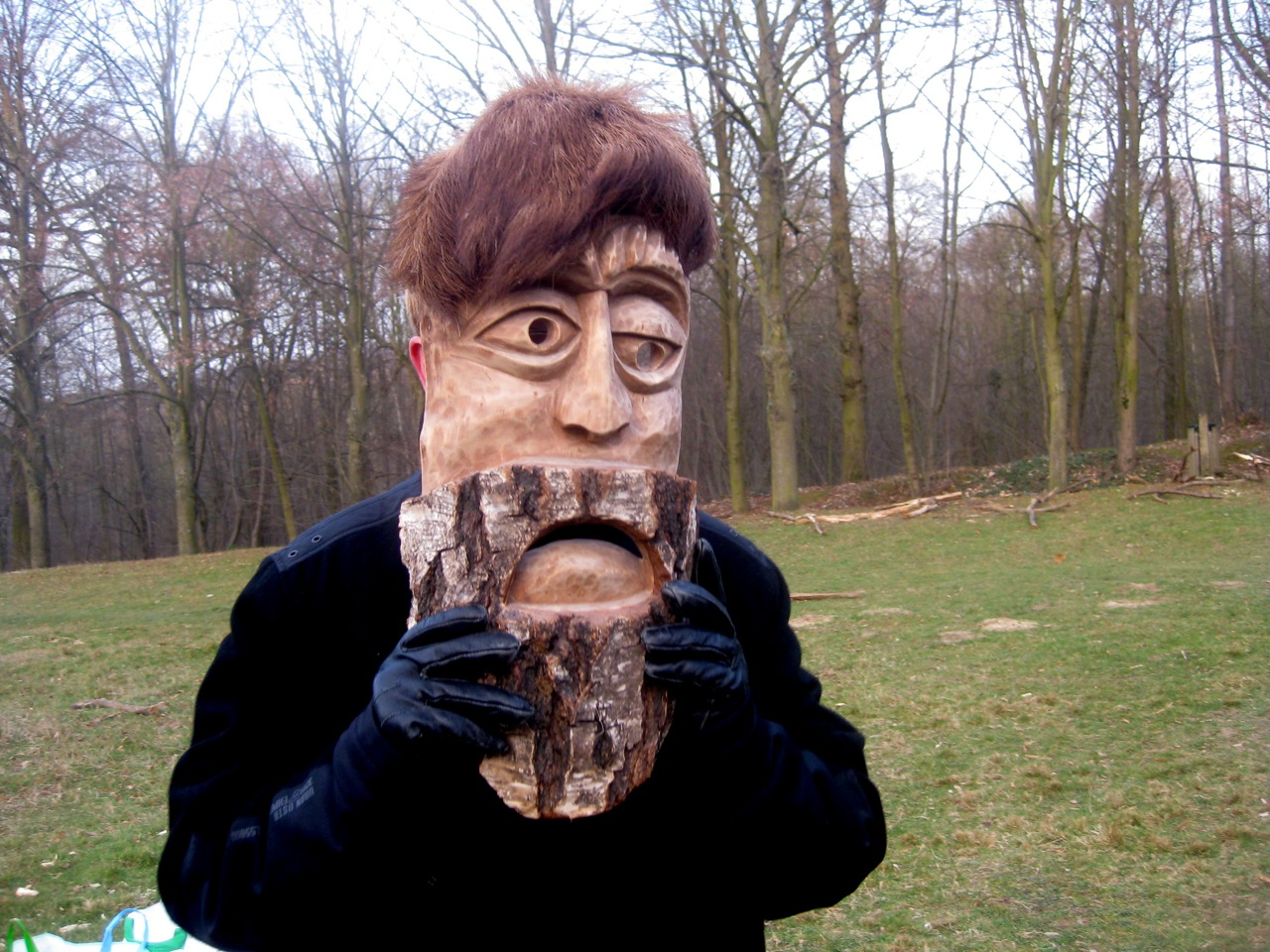